# Atletismo nos Jogos Olímpicos de Verão de 2012 - Revezamento 4x100 m masculino
A competição do revezamento 4x100 metros masculino nos Jogos Olímpicos de Verão de 2012 aconteceu nos dias 10 e 11 de agosto no Estádio Olímpico de Londres.
A equipe da Jamaica formada por Nesta Carter, Michael Frater, Yohan Blake e Usain Bolt, conquistou a medalha de ouro estabelecendo um novo recorde mundial com o tempo de 36s84. Bolt obteve seu terceiro ouro na competição e o sexto em todos os tempos.
Flagrado no antidoping em 2013, o estadunidense Tyson Gay teve todos os seus resultados anulados no período de um ano, começando em julho de 2012, por conta do uso de esteroides. Como consequência, a equipe dos Estados Unidos, foi desclassificada pelo Comitê Olímpico Internacional em maio de 2015. A equipe de Trinidad e Tobago foi elevada a medalha de prata e a França herdou a medalha de bronze.

## Calendário
Horário local (UTC+1).
| Data         | Horário | Fase            |
| ------------ | ------- | --------------- |
| 10 de agosto | 19:45   | Primeira rodada |
| 11 de agosto | 21:00   | Final           |

## Medalhistas
|  | JAM Jamaica                                                          |  | TRI Trinidad e Tobago                                         |  | FRA França                                                               |
|  | Nesta Carter Michael Frater Yohan Blake Usain Bolt Kemar Bailey-Cole |  | Keston Bledman Marc Burns Emmanuel Callender Richard Thompson |  | Jimmy Vicaut Christophe Lemaitre Pierre-Alexis Pessonneaux Ronald Pognon |

## Recordes
Antes desta competição, os recordes mundiais e olímpicos da prova eram os seguintes:
| Tipo | Atleta  | Tempo   | Local  | Data                  |
| ---- | ------- | ------- | ------ | --------------------- |
|      | Jamaica | 37,04 s | Daegu  | 4 de setembro de 2011 |
|      | Jamaica | 37,10 s | Pequim | 22 de agosto de 2008  |

Os seguintes recordes mundiais e/ou olímpicos foram estabelecidos durante esta competição:
| Data         | Evento | Atleta      | Tempo   | Notas           |
| ------------ | ------ | ----------- | ------- | --------------- |
| 11 de agosto | Final  | JAM Jamaica | 36,84 s | Recorde mundial |

## Primeira fase

### Bateria 1
| Pos. | Raia | CON                       | Nomes                                                                   | Tempo | Notas                |
| ---- | ---- | ------------------------- | ----------------------------------------------------------------------- | ----- | -------------------- |
| 1    | 6    | JAM Jamaica               | Nesta Carter, Michael Frater, Yohan Blake, Kemar Bailey-Cole            | 37.39 | Q,                   |
| 2    | 3    | CAN Canadá                | Gavin Smellie, Oluseyi Smith, Jared Connaughton, Justyn Warner          | 38.05 | Q,                   |
| 3    | 7    | NED Países Baixos         | Brian Mariano, Churandy Martina, Giovanni Codrington, Patrick van Luijk | 38.29 | Q,                   |
| 4    | 8    | BRA Brasil                | Aldemir da Silva Junior, Sandro Viana, Nilson André, Bruno Lins         | 38.35 | Recorde da temporada |
| 5    | 5    | CHN China                 | Guo Fan, Liang Jiahong, Su Bingtian, Zhang Peimeng                      | 38.38 | Recorde nacional     |
| 6    | 4    | SKN São Cristóvão e Neves | Lestrod Roland, Jason Rogers, Antoine Adams, Brijesh Lawrence           | 38.41 | Recorde nacional     |
| 7    | 9    | ITA Itália                | Simone Collio, Jacques Riparelli, Davide Manenti, Fabio Cerutti         | 38.58 | Recorde da temporada |
| —    | 2    | GBR Grã-Bretanha          | Christian Malcolm, Dwain Chambers, Danny Talbot, Adam Gemili            | —     | DSQ                  |

### Bateria 2
| Pos. | Raia | CON                   | Nomes                                                                       | Tempo | Notas            |
| ---- | ---- | --------------------- | --------------------------------------------------------------------------- | ----- | ---------------- |
| 1    | 7    | USA Estados Unidos    | Jeff Demps, Darvis Patton, Trell Kimmons, Justin Gatlin                     | 37.38 | Q,               |
| 2    | 9    | JPN Japão             | Ryota Yamagata, Masashi Eriguchi, Shinji Takahira, Shota Iizuka             | 38.07 | Q,               |
| 3    | 4    | TRI Trinidad e Tobago | Richard Thompson, Marc Burns, Emmanuel Callender, Keston Bledman            | 38.10 | Q,               |
| 4    | 5    | FRA França            | Jimmy Vicaut, Christophe Lemaitre, Pierre-Alexis Pessonneaux, Ronald Pognon | 38.15 | q,               |
| 5    | 2    | AUS Austrália         | Anthony Alozie, Isaac Ntiamoah, Andrew McCabe, Josh Ross                    | 38.17 | q, =             |
| 6    | 3    | POL Polônia           | Kamil Masztak, Dariusz Kuć, Robert Kubaczyk, Kamil Kryński                  | 38.31 | Recorde nacional |
| 7    | 6    | GER Alemanha          | Julian Reus, Tobias Unger, Alexander Kosenkow, Lucas Jakubczyk              | 38.37 |                  |
| 8    | 8    | HKG Hong Kong         | Tang Yik Chun, Lai Chun Ho, Ng Ka Fung, Tsui Chi Ho                         | 38.61 |                  |

## Final
| Pos.              | Raia | CON                   | Nomes                                                                       | Tempo | Notas           |
| ----------------- | ---- | --------------------- | --------------------------------------------------------------------------- | ----- | --------------- |
| Medalha de ouro   | 6    | JAM Jamaica           | Nesta Carter, Michael Frater, Yohan Blake, Usain Bolt                       | 36.84 | Recorde mundial |
| Medalha de prata  | 9    | TRI Trinidad e Tobago | Keston Bledman, Marc Burns, Emmanuel Callender, Richard Thompson            | 38.12 |                 |
| Medalha de bronze | 3    | FRA França            | Jimmy Vicaut, Christophe Lemaitre, Pierre-Alexis Pessonneaux, Ronald Pognon | 38.16 |                 |
| 4                 | 4    | JPN Japão             | Ryota Yamagata, Masashi Eriguchi, Shinji Takahira, Shota Iizuka             | 38.35 |                 |
| 5                 | 8    | NED Países Baixos     | Brian Mariano, Churandy Martina, Giovanni Codrington, Patrick van Luijk     | 38.39 |                 |
| 6                 | 2    | AUS Austrália         | Anthony Alozie, Isaac Ntiamoah, Andrew McCabe, Joshua Ross                  | 38.43 |                 |
| —                 | 5    | CAN Canadá            | Gavin Smellie, Oluseyi Smith, Jared Connaughton, Justyn Warner              | —     | DSQ             |
| —                 | 7    | USA Estados Unidos    | Trell Kimmons, Justin Gatlin, Tyson Gay, Ryan Bailey                        | 37.04 | DSQ             |

Legenda
| Recorde mundial      | Recorde mundial (World record)               |                       | Recorde africano                      | Recorde africano (African) |                                           | Q | Classificado por posição (Qualified) |
| Recorde olímpico     | Recorde olímpico (Olympic record)            | Recorde da América    | Recorde da América (Americas)         | q                          | Classificado por melhor tempo (Qualified) |   |                                      |
| Melhor marca do ano  | Melhor marca do ano (World leading)          | Recorde asiático      | Recorde asiático (Asian)              | DNS                        | Não largou (Did not start)                |   |                                      |
| Recorde nacional     | Recorde nacional (National record)           | Recorde europeu       | Recorde europeu (European)            | DNF                        | Não terminou (Did not finish)             |   |                                      |
| Recorde pessoal      | Recorde pessoal do atleta (Personal best)    | Recorde da Oceania    | Recorde da Oceania (Oceania)          | DSQ / DQ                   | Desclassificado (Disqualified)            |   |                                      |
| Recorde da temporada | Recorde da temporada do atleta (Season best) | Recorde sul-americano | Recorde sul-americano (South America) | NM                         | Sem marca (No mark)                       |   |                                      |